# Алије (Горњи Пиринеји)
Алије (фр. Allier (Hautes-Pyrénées)) је насељено место у Француској у региону Миди Пирене, у департману Горњи Пиринеји.
По подацима из 2011. године у општини је живело 383 становника, а густина насељености је износила 103,79 становника/km².

## Демографија
| 1962. | 1968. | 1975. | 1982. | 1990. | 2011. |
| ----- | ----- | ----- | ----- | ----- | ----- |
| 106   | 106   | 194   | 232   | 220   | 383   |